# 代斯納 (切爾尼戈夫州)

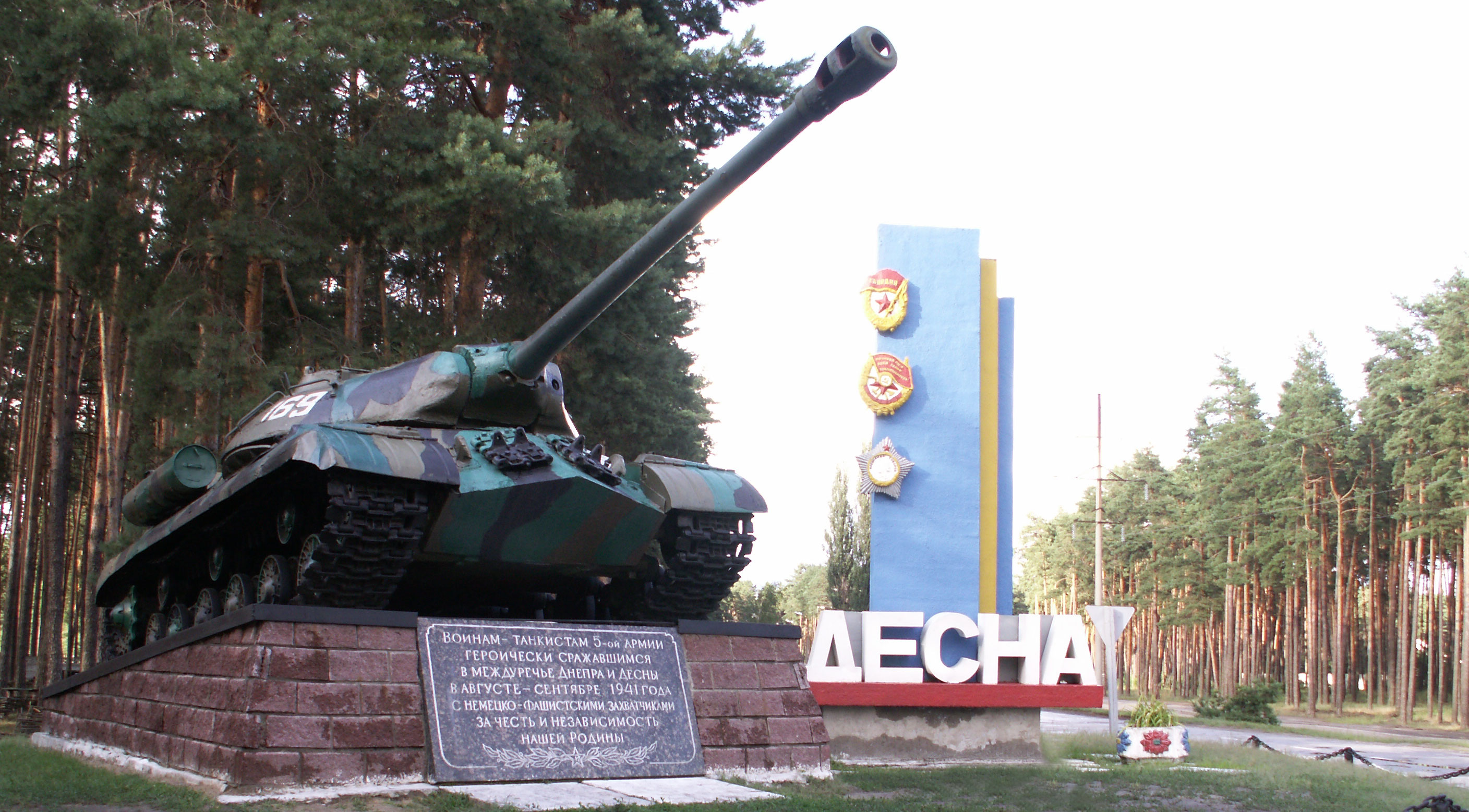
城镇入口处的坦克及标牌

代斯納（烏克蘭語：Десна），或译为德斯纳，是烏克蘭北部切爾尼戈夫州切爾尼戈夫區代斯纳市镇的镇及行政中心。面積8平方公里，人口6,500，人口密度每平方公里819.88人。